# Oleg Protopopov
Oleg Alekseyevich Protopopov (em russo:  Оле́г Алексе́евич Протопо́пов; Leningrado, RSFS da Rússia, 16 de junho de 1932 – Grindelwald, 3 de novembro de 2023) foi um patinador artístico russo que competiu em competições de duplas. Ele foi bicampeão olímpico em 1964 e 1968 ao lado de Ludmila Belousova, com quem se casou e comumente são chamados de "Os Protopopovs".

## Principais resultados

### Com Ludmila Belousova
| Resultados                                            | Resultados       | Resultados       | Resultados    | Resultados       | Resultados       | Resultados       | Resultados       | Resultados      | Resultados      | Resultados      | Resultados      | Resultados        | Resultados    | Resultados        | Resultados        | Resultados       | Resultados    | Resultados    | Resultados    |
| Internacional                                         | Internacional    | Internacional    | Internacional | Internacional    | Internacional    | Internacional    | Internacional    | Internacional   | Internacional   | Internacional   | Internacional   | Internacional     | Internacional | Internacional     | Internacional     | Internacional    | Internacional | Internacional | Internacional |
| Evento/Temporada                                      | 1957– 1958       | 1958– 1959       | 1959– 1960    | 1960– 1961       | 1961– 1962       | 1962– 1963       | 1963– 1964       | 1964– 1965      | 1965– 1966      | 1966– 1967      | 1967– 1968      | 1968– 1969        | 1969– 1970    | 1970– 1971        | 1971– 1972        | 1972– 1973       |               |               |               |
| ----------------------------------------------------- | ---------------- | ---------------- | ------------- | ---------------- | ---------------- | ---------------- | ---------------- | --------------- | --------------- | --------------- | --------------- | ----------------- | ------------- | ----------------- | ----------------- | ---------------- | ------------- | ------------- | ------------- |
| Jogos Olímpicos                                       |                  |                  | 9.º           |                  |                  |                  | Medalha de ouro  |                 |                 |                 | Medalha de ouro |                   |               |                   |                   |                  |               |               |               |
| Campeonato Mundial                                    | 13.º             |                  | 8.º           |                  | Medalha de prata | Medalha de prata | Medalha de prata | Medalha de ouro | Medalha de ouro | Medalha de ouro | Medalha de ouro | Medalha de bronze |               |                   |                   |                  |               |               |               |
| Campeonato Europeu                                    | 10.º             | 7.º              | 4.º           |                  | Medalha de prata | Medalha de prata | Medalha de prata | Medalha de ouro | Medalha de ouro | Medalha de ouro | Medalha de ouro | Medalha de prata  |               |                   |                   |                  |               |               |               |
| Prize of Moscow News                                  |                  |                  |               |                  |                  |                  |                  |                 |                 |                 |                 |                   |               | Medalha de bronze | Medalha de ouro   | Medalha de prata |               |               |               |
| Nacional                                              |                  |                  |               |                  |                  |                  |                  |                 |                 |                 |                 |                   |               |                   |                   |                  |               |               |               |
| Campeonato Soviético                                  | Medalha de prata | Medalha de prata |               | Medalha de prata | Medalha de ouro  | Medalha de ouro  | Medalha de ouro  |                 | Medalha de ouro | Medalha de ouro | Medalha de ouro | Medalha de prata  | 4.º           | 6.º               | Medalha de bronze |                  |               |               |               |
|                                                       |                  |                  |               |                  |                  |                  |                  |                 |                 |                 |                 |                   |               |                   |                   |                  |               |               |               |
| Legenda: Competição não foi disputada nesta temporada |                  |                  |               |                  |                  |                  |                  |                 |                 |                 |                 |                   |               |                   |                   |                  |               |               |               |

#### 1954–1957
| Campeonato Soviético | Medalha de bronze | 4.º | Medalha de prata |